# Neubrunn (Bawaria)
Neubrunn – gmina targowa w Niemczech, w kraju związkowym Bawaria, w rejencji Dolna Frankonia, w regionie Würzburg, w powiecie Würzburg. Leży około 18 km na południowy zachód od Würzburga, nad rzeką Kembach.

## Dzielnice
W skład gminy wchodzą dwie dzielnice: 
- Böttigheim
- Neubrunn

## Demografia
| Rok  | Liczba mieszk. |
| ---- | -------------- |
| 1970 | 2179           |
| 1987 | 2124           |
| 2000 | 2381           |

## Oświata
(na 1999)

W gminie znajduje się 100 miejsc przedszkolnych (z 90 dziećmi).